# Паавола, Пекка
Пекка Паавола (фин. Pekka Paavola, 3 августа 1933 года, Тампере, Финляндия — 18 марта 2023 года, там же) — финский политик, мэр Тампере, министр юстиции Финляндии (1972).
Известен заслугами в городском и культурном строительстве города Тампере и как фигурант многочисленных судебных разбирательств по обвинению в коррупции.

## Биография
Пекка Паавола родился 3 августа 1933 года в Тампере.
В 1960 году окончил Хельсинкский университет со степенью бакалавра права.
В 1969—1985 годах работал в городских службах в Тампере, стал мэром Тампере после того, как его предшественник, Эркки Линдфорс, умер от болезни почек. Во времена руководства Паавола Тампере, традиционный промышленный город, начал превращаться в город туризма и культуры. За время его длительного руководства были построены смотровая башня высотой 168 метров Нясиннеула, парк развлечений Сяркянниеми и художественный музей Сары Хильдин, в это же время началось строительство крупнейшего в странах Северной Европы концертного и конгресс-центра «Тампере-тало» и библиотечный дом Метсон, начались работы над новым зданием Рабочего театра Тампере. Паавола сыграл ключевую роль в застройке городского района Эрванта. В 1972 году занял пост министра юстиции в кабинете Рафаэля Паасио. Паавола был первым, кто публично представил идею о том, срок президентства Урхо Кекконена, заканчивающийся в 1974 году, может быть продлён (то есть Кекконен останется на своём посту без проведения выборов, что и произошло).
В 1980-х годах был обвинён в коррупции по так называемому «делу Ноппа» и впоследствии признан виновным в злоупотреблении своим служебным положением в целях личной выгоды. Чтобы избежать судебного преследования скрывался в Европе.
Сотрудничал в компании Lehtimiehet Oy, а затем — в компании Yhtyneet Kuvalehdet. В 1992 году вернулся в политику, был избран в городской совет Тампере по списку «За Тампере». Позже организовал группу независимых политиков Тампере. В 1996 году вышел на пенсию.
В 2002 году Паавола был признан виновным в налоговом мошенничестве при отягчающих обстоятельствах. Он получил 10 месяцев условного тюремного заключения.
Городской совет уволил Пааволу в 2002 году, но два года спустя он был избран в него снова. В декабре 2006 года он был избран председателем совета при поддержке политических партий консерваторов, христианских демократов, Центра и зелёных. Он имел хорошую репутацию среди многих простых людей Тампере. На муниципальных выборах 2008 года Паавола больше не баллотировался.
31 декабря 2009 года Паавола был приговорён к четырём месяцам условно за дачу ложных показаний по делу Майи-Лиизы Лахтинен. Приговор обжаловать не стал.
В 2022 году, к 243-летнему юбилею Тампере, получил Премию города за работу по городскому развитию Тампере. По мнению организаторов премии лауреат премии символизировал долгую историю городского и культурного развития Тампере.
Паавола умер в больнице Хатанпяя в Тампере 18 марта 2023 года в возрасте 89 лет. Похоронен на Калеванканском кладбище в Тампере